# Éliminatoires du Championnat d'Europe de football 2000, groupe 2
Cet article donne le calendrier, les résultats des matches ainsi que le classement du groupe 2 des éliminatoires de l'Euro 2000.

## Classement
| Rang | Équipe   | Pts | J  | G | N | P | Bp | Bc | Diff |  | Résultats (▼ dom., ► ext.) |     |     |     |     |     |     |
| ---- | -------- | --- | -- | - | - | - | -- | -- | ---- |  | -------------------------- | --- | --- | --- | --- | --- | --- |
| 1    | Norvège  | 25  | 10 | 8 | 1 | 1 | 21 | 9  | +12  |  | Norvège                    |     | 4-0 | 1-0 | 1-3 | 2-2 | 1-0 |
| 2    | Slovénie | 17  | 10 | 5 | 2 | 3 | 12 | 14 | -2   |  | Slovénie                   | 1-2 |     | 0-3 | 1-0 | 2-0 | 2-1 |
| 3    | Grèce    | 15  | 10 | 4 | 3 | 3 | 13 | 8  | +5   |  | Grèce                      | 0-2 | 2-2 |     | 1-2 | 2-0 | 3-0 |
| 4    | Lettonie | 13  | 10 | 3 | 4 | 3 | 13 | 12 | +1   |  | Lettonie                   | 1-2 | 1-2 | 0-0 |     | 0-0 | 1-0 |
| 5    | Albanie  | 7   | 10 | 1 | 4 | 5 | 8  | 14 | -6   |  | Albanie                    | 1-2 | 0-1 | 0-0 | 3-3 |     | 2-1 |
| 6    | Géorgie  | 5   | 10 | 1 | 2 | 7 | 8  | 18 | -10  |  | Géorgie                    | 1-4 | 1-1 | 1-2 | 2-2 | 1-0 |     |

## Résultats et calendrier
| 5 septembre 1998 | Géorgie          | 1 - 0 | Albanie | Stade Boris-Paichadze, Tbilissi                  |                                                  |
|                  | A. Arveladze 66e |       |         | Spectateurs : 25 000 Arbitrage : Claude Détruche | Spectateurs : 25 000 Arbitrage : Claude Détruche |

| 6 septembre 1998 | Grèce                                     | 2 - 2 | Slovénie        | Stade olympique, Athènes                             |                                                      |
|                  | Machlás 55e (pen.) · Frantzeskos (en) 58e |       | 18e 72e Zahovič | Spectateurs : 29 908 Arbitrage : Alfredo Trentalange | Spectateurs : 29 908 Arbitrage : Alfredo Trentalange |

| 6 septembre 1998 | Norvège       | 1 - 3 | Lettonie                                          | Ullevaal Stadion, Oslo                          |                                                 |
|                  | Solbakken 17e |       | 11e Pahars · 53e Štolcers · 64e (pen.) Zemļinskis | Spectateurs : 11 031 Arbitrage : Sergei Shmolik | Spectateurs : 11 031 Arbitrage : Sergei Shmolik |

| 10 octobre 1998 | Lettonie    | 1 - 0 | Géorgie | Stade Daugava, Riga                              |                                                  |
|                 | Štolcers 2e |       |         | Spectateurs : 1 900 Arbitrage : Constantin Zotta | Spectateurs : 1 900 Arbitrage : Constantin Zotta |

| 10 octobre 1998 | Slovénie    | 1 - 2 | Norvège              | Stade de Bežigrad, Ljubljana                       |                                                    |
|                 | Zahovič 24e |       | 45e Flo · 80e Rekdal | Spectateurs : 6 200 Arbitrage : Andreas Schluchter | Spectateurs : 6 200 Arbitrage : Andreas Schluchter |

| 14 octobre 1998 | Grèce                                           | 3 - 0 | Géorgie | Stade olympique, Athènes                       |                                                |
|                 | Machlás 12e · Liberópoulos 15e · Ouzounídis 36e |       |         | Spectateurs : 12 681 Arbitrage : Atanas Uzunov | Spectateurs : 12 681 Arbitrage : Atanas Uzunov |

| 14 octobre 1998 | Norvège                  | 2 - 2 | Albanie              | Ullevaal Stadion, Oslo                        |                                               |
|                 | Rekdal 81e · H. Berg 86e |       | 37e Bushi · 52e Tare | Spectateurs : 17 770 Arbitrage : Gerd Grabher | Spectateurs : 17 770 Arbitrage : Gerd Grabher |

| 14 octobre 1998 | Slovénie   | 1 - 0 | Lettonie | Stadion Ljudski vrt, Maribor                     |                                                  |
|                 | Udovič 86e |       |          | Spectateurs : 3 292 Arbitrage : Karen Nalbandyan | Spectateurs : 3 292 Arbitrage : Karen Nalbandyan |

| 18 novembre 1998 | Albanie | 0 - 0 | Grèce | Stade Qemal-Stafa, Tirana                                    |
|                  |         |       |       | Spectateurs : 18 670 Arbitrage : Victor José Esquinas Torres |

| 27 mars 1999 | Géorgie           | 1 - 1 | Slovénie  | Stade Boris-Paichadze, Tbilissi              |                                              |
|              | Janashia (en) 42e |       | 52e Knavs | Spectateurs : 12 000 Arbitrage : Alain Hamer | Spectateurs : 12 000 Arbitrage : Alain Hamer |

| 27 mars 1999 | Grèce | 0 - 2 | Norvège          | Stade olympique, Athènes                       |                                                |
|              |       |       | 37e 86e Solskjær | Spectateurs : 42 566 Arbitrage : Leslie Irvine | Spectateurs : 42 566 Arbitrage : Leslie Irvine |

| 31 mars 1999 | Lettonie | 0 - 0 | Grèce | Stade Daugava, Riga                              |
|              |          |       |       | Spectateurs : 5 100 Arbitrage : Knud Erik Fisker |

| 28 avril 1999 | Lettonie | 0 - 0 | Albanie | Stade Daugava, Riga                         |
|               |          |       |         | Spectateurs : 2 700 Arbitrage : Eric Romain |

| 28 avril 1999 | Géorgie           | 1 - 4 | Norvège                                  | Stade Boris-Paichadze, Tbilissi              |                                              |
|               | Janashia (en) 57e |       | 16e Iversen · 25e 35e Flo · 37e Solskjær | Spectateurs : 14 000 Arbitrage : Sándor Puhl | Spectateurs : 14 000 Arbitrage : Sándor Puhl |

| 30 mai 1999 | Norvège    | 1 - 0 | Géorgie | Ullevaal Stadion, Oslo                      |                                             |
|             | Iversen 4e |       |         | Spectateurs : 18 236 Arbitrage : Luc Huyghe | Spectateurs : 18 236 Arbitrage : Luc Huyghe |

| 5 juin 1999 | Géorgie      | 1 - 2 | Grèce                               | Stade Boris-Paichadze, Tbilissi               |                                               |
|             | Ketsbaia 55e |       | 85e Mavrogenidis (en) · 89e Machlás | Spectateurs : 7 400 Arbitrage : William Young | Spectateurs : 7 400 Arbitrage : William Young |

| 5 juin 1999 | Albanie  | 1 - 2 | Norvège              | Stade Qemal-Stafa, Tirana                      |                                                |
|             | Tare 16e |       | 3e Iversen · 83e Flo | Spectateurs : 12 000 Arbitrage : Livio Bazzoli | Spectateurs : 12 000 Arbitrage : Livio Bazzoli |

| 5 juin 1999 | Lettonie   | 1 - 2 | Slovénie               | Stade Daugava, Riga                                     |                                                         |
|             | Pahars 18e |       | 27e 43e (pen.) Zahovič | Spectateurs : 2 800 Arbitrage : Juan Manuel Brito Arceo | Spectateurs : 2 800 Arbitrage : Juan Manuel Brito Arceo |

| 9 juin 1999 | Albanie | 0 - 1 | Slovénie    | Stade Qemal-Stafa, Tirana                     |                                               |
|             |         |       | 26e Zahovič | Spectateurs : 5 100 Arbitrage : Adrian Stoica | Spectateurs : 5 100 Arbitrage : Adrian Stoica |

| 9 juin 1999 | Grèce                    | 1 - 2 | Lettonie                                 | Stade olympique, Athènes                       |                                                |
|             | Niniadis (en) 37e (pen.) |       | 24e Verpakovskis · 90e (pen.) Zemļinskis | Spectateurs : 15 135 Arbitrage : Lubomír Puček | Spectateurs : 15 135 Arbitrage : Lubomír Puček |

| 18 août 1999 | Slovénie                 | 2 - 0 | Albanie | Stade de Bežigrad, Ljubljana                     |                                                  |
|              | Zahovič 49e · Osterc 80e |       |         | Spectateurs : 6 900 Arbitrage : Joaquim da Silva | Spectateurs : 6 900 Arbitrage : Joaquim da Silva |

| 4 septembre 1999 | Albanie                       | 3 - 3 | Lettonie                         | Stade Qemal-Stafa, Tirana                   |                                             |
|                  | Bushi 29e 78e · Muka (en) 90e |       | 20e 62e Astafjevs · 70e Štolcers | Spectateurs : 4 000 Arbitrage : Alain Hamer | Spectateurs : 4 000 Arbitrage : Alain Hamer |

| 4 septembre 1999 | Norvège         | 1 - 0 | Grèce | Ullevaal Stadion, Oslo                       |                                              |
|                  | Leonhardsen 34e |       |       | Spectateurs : 24 133 Arbitrage : Markus Merk | Spectateurs : 24 133 Arbitrage : Markus Merk |

| 4 septembre 1999 | Slovénie                   | 2 - 1 | Géorgie          | Stade de Bežigrad, Ljubljana                 |                                              |
|                  | Ačimovič 48e · Zahovič 80e |       | 55e S. Arveladze | Spectateurs : 7 000 Arbitrage : Jan Wegereef | Spectateurs : 7 000 Arbitrage : Jan Wegereef |

| 8 septembre 1999 | Géorgie                             | 2 - 2 | Lettonie                      | Stade Boris-Paichadze, Tbilissi                  |                                                  |
|                  | S. Arveladze 30e · Kavelashvili 52e |       | 62e Bleidelis · 90e Stepanovs | Spectateurs : 4 500 Arbitrage : Miroslav Radoman | Spectateurs : 4 500 Arbitrage : Miroslav Radoman |

| 8 septembre 1999 | Norvège                                                          | 4 - 0 | Slovénie | Ullevaal Stadion, Oslo                            |                                                   |
|                  | Istenič 15e (csc) · Iversen 17e · Solskjær 30e · Leonhardsen 67e |       |          | Spectateurs : 24 288 Arbitrage : Gilles Veissière | Spectateurs : 24 288 Arbitrage : Gilles Veissière |

| 6 octobre 1999 | Grèce                         | 2 - 0 | Albanie | Stade olympique, Athènes                         |                                                  |
|                | Tsiártas 1re · Georgiádis 87e |       |         | Spectateurs : 11 384 Arbitrage : Valentin Ivanov | Spectateurs : 11 384 Arbitrage : Valentin Ivanov |

| 9 octobre 1999 | Albanie                | 2 - 1 | Géorgie          | Stade Qemal-Stafa, Tirana                     |                                               |
|                | Rraklli 30e · Kola 36e |       | 52e S. Arveladze | Spectateurs : 650 Arbitrage : Alfred Micallef | Spectateurs : 650 Arbitrage : Alfred Micallef |

| 9 octobre 1999 | Lettonie   | 1 - 2 | Norvège                | Stade Daugava, Riga                            |                                                |
|                | Pahars 52e |       | 51e Solskjær · 85e Flo | Spectateurs : 2 500 Arbitrage : Dietmar Drabek | Spectateurs : 2 500 Arbitrage : Dietmar Drabek |

| 9 octobre 1999 | Slovénie | 0 - 3 | Grèce                                          | Stadion Ljudski vrt, Maribor                      |                                                   |
|                |          |       | 39e Tsiártas · 43e Georgiádis · 72e Nikolaïdis | Spectateurs : 2 500 Arbitrage : Gamal Al-Ghandour | Spectateurs : 2 500 Arbitrage : Gamal Al-Ghandour |